# Pecia
La Pecia est un système de copie de manuscrit spécifique aux universités qui aurait été développé au Moyen Âge, à la fin du XIIe siècle, notamment à l'Université de Bologne, puis mis en place à l’Université de Paris au XIIIe siècle. Il fut grandement exploité afin de rendre accessible les ouvrages nécessaires aux cours des étudiants. 

## Origines du terme
Au départ, le terme Pecia désignait les peaux de moutons utilisées comme support d’écriture. Par la suite, il désigna la feuille de parchemin rectangulaire obtenue à partir des peaux. Plus tard encore, il désigna le cahier de huit pages obtenu en pliant la feuille de parchemin en 4, pour enfin désigner de manière générale les cahiers de plusieurs pages.

## Contexte historique
À la suite de la fondation d’universités dans l’Occident chrétien, il devint rapidement nécessaire de fournir des livres aux étudiants afin qu’ils puissent suivre l’enseignement des matières. À l’époque, la reproduction des livres était uniquement manuelle, c’est pourquoi un système de travail en série fut mis en place : la Pecia. Ce système permettait à plusieurs copistes de recopier simultanément le contenu d’un ouvrage à partir de textes modèles (ou Exemplaria Souches), et d’en livrer des pages qui, mises ensemble, formaient un nouvel Exemplar.

## Processus
Après leur copie, les Exemplaria étaient soumis à la commission des petiarii qui en vérifiait l’authenticité. Après validation, les Exemplaria étaient déposés chez un stationnaire qui avait pour fonction de les louer aux maîtres, étudiants ou écrivains selon un tarif déterminé. Il n’était possible de louer qu’une Pecia à la fois pour éviter qu’elles ne soient retenues trop longtemps et faciliter leur circulation, mais on pouvait la conserver le temps d'en faire une copie et cela a permis de multiplier rapidement le nombre d’Exemplaria. 

## Développement
Le système de la Pecia continua de se développer dans les milieux universitaires au XIIIe siècle et aboutit à la création des premières bibliothèques universitaires et fut encore largement utilisé jusqu’à la création de l’imprimerie au XVe siècle.